# Joaquim Renart

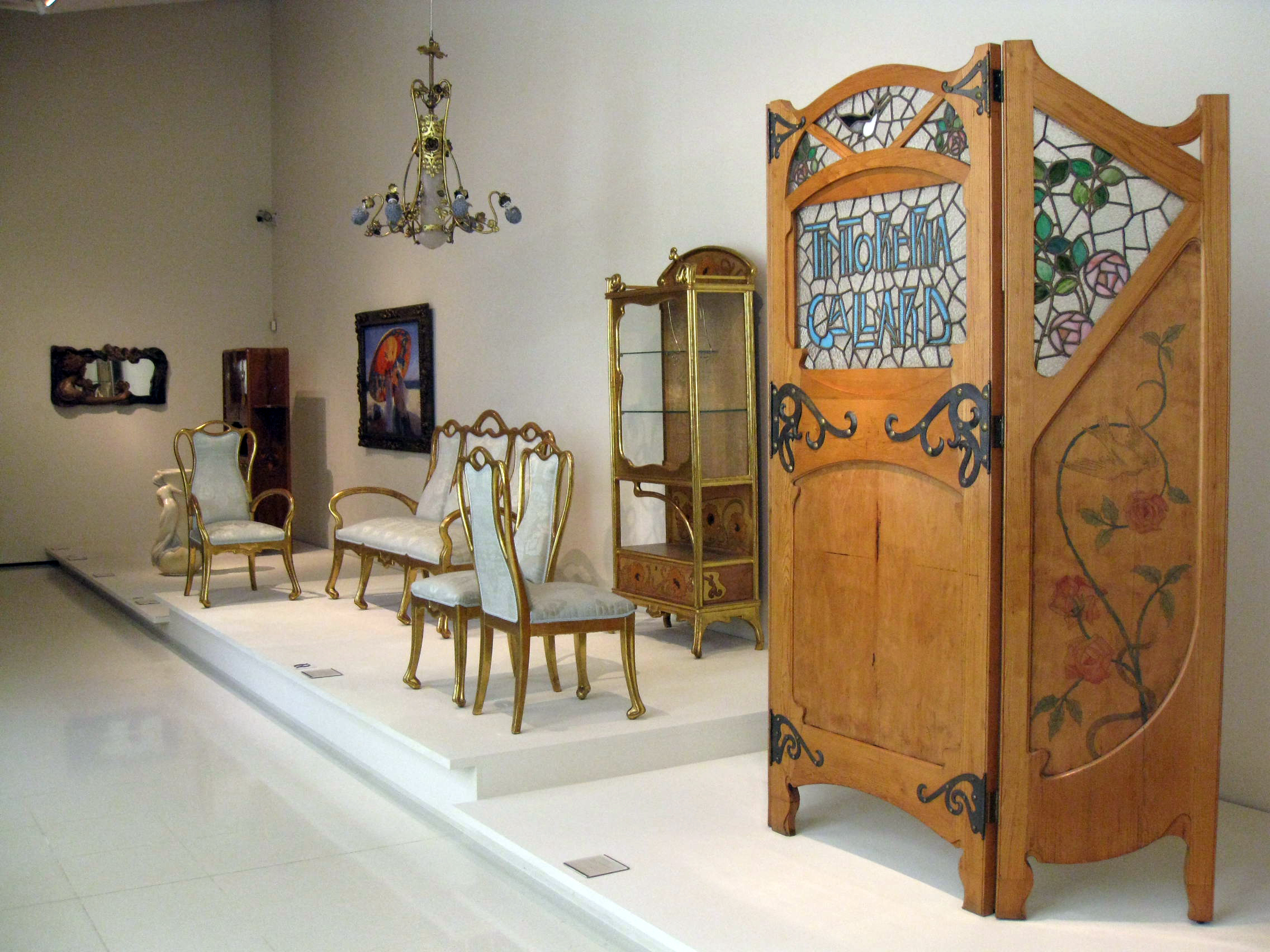
Mueble de Renart conservado en el MNAC.

Joaquim Renart i Garcia (Barcelona, 1879-1961) fue un dibujante, pintor y decorador español. Hijo del pintor Dionís Renart i Bosch, en cuyo taller inició su vida profesional, y hermano del escultor Dionisio Renart. 

## Biografía
Estudió en la Escuela de la Lonja y en los talleres del escenógrafo Francesc Soler i Rovirosa, del pintor Francesc Torrescassana i Sallarés y de Ramón Martí Alsina. Aprendió también con Apel·les Mestres, de quien llegó a ser gran amigo.
Se especializó en trabajos decorativos de dorado, policromado, restauración de retablos y copia de obras de arte y antigüedades. Destacó también en el arte de la elaboración de ex libris y en 1907 la editorial Oliva de Vilanova editó el libro Els ex-libris de Renart, exponente magnífico de las artes gráficas del modernismo. 
Fue uno de los fundadores del Fomento de las Artes Decorativas, presidente del Círculo Artístico de San Lucas y del Orfeón Catalán, y miembro de la Real Academia de Bellas Artes de San Jorge. 
Su monumental diario, 87 carpetas escritas entre 1918 y 1961, uno de los más extensos del mundo, pleno de referencias culturales y políticas de primera mano, y se conserva manuscrito en la Biblioteca de Cataluña, donde también se custodian unos sesenta álbumes de ilustraciones hechas por él mismo, que lo complementan. La obra está en curso de publicación, a cargo de las editoriales Curial y Proa, y de momento se han publicado seis volúmenes (1995 - 2003).